# Mayriella granulata
Mayriella granulata é uma espécie de formiga do gênero Mayriella, pertencente à subfamília Myrmicinae.